# Байрамлы (Шамкирский район)
Байрамлы (азерб. Bayramlı) — село в Шамкирском районе Азербайджана.
Расположено на северо-западе Азербайджана, в Шамкирском районе, в 15 километрах от центра района, города Шамкир.

## Население

### Этнический состав населения
Численность населения составляет 2.831 тыс. человек (2012) . Национальный состав: азербайджанцы.

## История

### Исторические памятники культуры и архитектуры
На территории села существуют древние городские постройки «Байдар», относящиеся к периоду XI—XII века.

### Этимология и первые упоминания
В переводе с азербайджанского языка «Байрамлы» означает «праздничный».
В разные времена село называлось по-разному: Байрамлылар, Байрамалилер, Байрамлар, Гыраг Байрамлы и т. д. В 1930, в связи с процессами коллективизации, было дано название Колхозкенд. С 1992 года заново переименовано в Байрамлы.

## Известные люди
Гасанова, Гюльхар Ибрагим кызы (1918-2005) — советская и азербайджанская актриса театра и кино. Народный артист Азербайджана.

## Культура
В селе функционируют дом культуры, библиотека, медицинская часть и средняя общеобразовательная школа.

## Шехиды
- Джафаров Тофиг Магеррам оглы
- Худавердиев Аббас Хагверди оглы

В Карабахской войне, сражаясь за территориальную целостность родного Азербайджана, проявляя мужество и отвагу, поднялись до высот шехидов, увековечив свои имена. В настоящее время средняя общеобразовательная школа села носит имя Тофига Джафарова. Перед школой возведен бюст героя.

## Великая Отечественная война
В годы Великой Отечественной войны в 1941—1945 годах, в войне советского народа против фашистской Германии и жители села проявили мужество и отвагу. Жители Байрамлы, участвовавшие в Великой Отечественной войне:
- Алекперов Алескер Джафар оглы
- Аскеров Зейналабдин Мухтар оглу
- Аскеров Аскер Мухтар оглу
- Багиров Анвер Мирза оглы
- Багиров Гасым Джафар-Кулу оглы
- Гумбатов Амиралы Новруз оглы
- Джафаров Мухаммедали Мамед оглы
- Исмаилов Рустам Исмаил оглы
- Мамедов Надир Имам-Кулу оглы
- Рустамов Аслан Иса оглы
- Гахраманов Рамазан Яхъя оглы